# La Ensenada, Álamo Temapache
La Ensenada är en ort i Mexiko.   Den ligger i kommunen Álamo Temapache och delstaten Veracruz, i den sydöstra delen av landet, 230 km nordost om huvudstaden Mexico City. La Ensenada ligger 75 meter över havet och antalet invånare är 220.
Terrängen runt La Ensenada är platt. Runt La Ensenada är det ganska tätbefolkat, med 65 invånare per kvadratkilometer. Närmaste större samhälle är Álamo, 11,6 km nordväst om La Ensenada. Trakten runt La Ensenada består till största delen av jordbruksmark.